# Землетрус у Гіндукуші (2015)
Землетрус у Гіндукуші 2015 — потужний землетрус, попередньо оцінений у 7,5 балів за шкалою Ріхтера, що стався на півночі Афганістану, у провінції Бадахшан, 26 жовтня 2015 об 14:45 (09:09 UTC). За останніми даними, понад 263 людей загинули, здебільшого в Пакистані. Підземні поштовхи відчувалися в Афганістані, Пакистані, Таджикистані, Узбекистані та Киргизстані. Землетрус також відчувався в індійських містах Нью-Делі, Срінагар і в префектурах Кашгар, Аксу, Хотан і Кизилсу в Синьцзяні, Китаї, а також в афганській столиці Кабулі.

## Наслідки
26 жовтня 2015 було спершу повідомлено про 50, потім про 100, а згодом, з посиланнями на Ассошіейтед Прес, — про 180 жертв.
У Пакистані кількість загиблих склала 145. Тільки в провінції Хайбер-Пахтунхва загинула 121 людина.
Пізніше повідомлено, що в Пакистані загинули 253 людини, в Афганістані — 82.
| Країна     | Загиблі | Поранені | Посилання     |
| ---------- | ------- | -------- | ------------- |
| Пакистан   | 386     | 1,864    | [ 15 ] [ 16 ] |
| Афганістан | 115     | 538      | [ 15 ] [ 17 ] |
| Індія      | 4       | 20       | [ 15 ]        |
| Разом      | 505     | 2,422    |               |

### Міжнародна реакція
- За словами генерального секретаря ООН Пан Гімуна, установи ООН були мобілізовані для надання допомоги Пакистану та Афганістану[15][2].

- Індійський прем'єр-міністр Нарендра Моді зв'язався з пакистанським колегою і запропонував допомогу[15].

- Абдулла Абдулла скликав екстрену нараду старших посадових осіб, аби відреагувати на катастрофу[18].

- Прем'єр-міністр Пакистану Наваз Шариф скорегував усі федеральні, цивільні, військові й провінційні установи, негайно оголосив попередження і мобілізував всі ресурси для забезпечення безпеки громадян Пакистану.